# Herrenhaus Podangen
Herrenhaus Podangen (polnisch Pałac Podągi) befand sich in Podągi im ehemaligen Ostpreußen. Heute sind noch Wirtschaftsbauten des Gutes erhalten, nicht aber das Herrenhaus.

## Geschichte
Podangen befand sich als Rittergut Ende des 13. Jahrhunderts an der Grenze zwischen dem Ermland und dem Preußischen Oberland, in der Nähe einer Furt über die Passarge. Das Gut gehörte seit dem 17. Jahrhundert bis zur Vertreibung den Kanitz.
Der Gutshof bestand seit dem 18. Jahrhundert aus vier Elementen: dem Gebäude des ehemaligen Verwalterhauses im nördlichen Teil der Anlage, den Gebäuden des aus vier Gebäuden bestehenden „unteren“ Gutshofs, den am Hang gelegenen Gebäuden des „oberen“ Gutshofs. Nach 1945 wurde der Gutshof von einer PGR übernommen und nach Westen erweitert. Die Gebäude des oberen Gutshofes mit dem Herrenhaus wurden zerstört.

## Bauwerk
Das Herrenhaus von 1701 war ein einstöckiger Putzbau, der um 1860 spätklassizistisch umgebaut wurde.

## Nachweise
1. 1 2   Helmut Sieber: Schlösser und Herrensitze in Ost- und Westpreußen. Verlag Wolfgang Weidlich, 1958, S. 50–51.
2. ↑  Pałac Podągi. In: polska-org.pl. Abgerufen am 15. August 2023.

Koordinaten: 54° 4′ 37,3″ N, 20° 2′ 15,5″ O